# Vortigern
Vortigern (en gallois moderne Gwrtheyrn, en français Vertigier) fut un roi de l’île de Bretagne du Ve siècle apr. J.-C. La qualification de « roi » est contredite par Gildas, qui le décrit plutôt soit comme « président », soit comme « principal du conseil des Bretons ». Si la réalité historique du personnage n’est pas remise en cause, il convient cependant d’être prudent, car ce qui nous a été transmis à son propos relève plus du légendaire de la matière de Bretagne, d’autant qu’on le retrouve associé à la légende arthurienne.
On retient l’année 410 pour situer la fin de la présence romaine dans l’île de Bretagne. C'est peu après que Vortigern apparaît, à cette époque que l’historiographie anglaise nomme les Dark Ages (c’est-à-dire les « âges sombres »). Il est considéré comme un notable britto-romain. Selon les sources, il est souverain de toute l’île, vers 425, ou roi des Brittons-Romains du Kent (le Cantium antique), vers 450.

## Vortigern dans l’Historia regum Britanniae

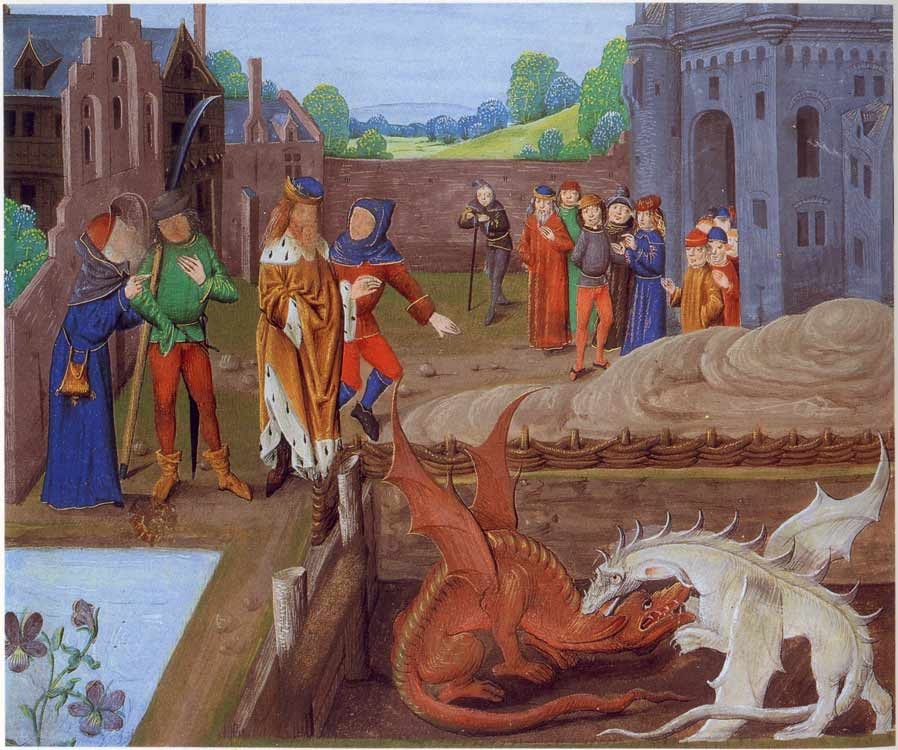
Vortigern témoin de la lutte entre le dragon rouge et le dragon blanc. Illustration issue du Historia regum Britanniae.

### L’accession au trône
L'Historia regum Britanniae raconte que Constant, fils de Constantin de Bretagne (peut être l'usurpateur Constantin III), retiré dans son couvent, laisse le gouvernement du royaume à Vortigern, sans qui rien ne se fait. Vortigern songe alors à s’emparer de la royauté. Tous les prétendants au trône sont trop jeunes pour régner. Il commence donc par s’emparer des trésors royaux, ainsi que des villes fortifiées, au prétexte de menaces étrangères (les Pictes, alliés aux Saxons et aux Scots), et y place ses hommes. Il fait venir des Pictes d’Écosse et les place auprès du roi, tout en les traitant somptueusement. Par stratagème, il fait naitre chez les Pictes l’idée qu’il serait un meilleur roi que Constant.
Constant est assassiné par les Pictes qui le décapitent et offrent sa tête à Vortigern, qui feint la douleur et fait châtier les meurtriers.

### Le débarquement des Saxons
Vortigern devient roi et assujettit les seigneurs du royaume. Mais son forfait vient à être su, et les Pictes forment une coalition au royaume d'Alba (ancien nom de l'Écosse).
Vers 430, une armée étrangère, menée par les frères Hengist et Horsa débarque dans le Kent. Vortigern les prie de venir le rencontrer alors qu’il séjourne à Dorobernia (aujourd’hui Canterbury). Hengist lui apprend qu’ils sont originaires de Saxe en Germanie, dont ils ont été chassés selon une coutume en cas de surpopulation. Le roi les questionne sur leur religion, puis leur propose une alliance : en échange de leur aide, il fera leur fortune. Les Saxons acceptent et s’installent à la cour du roi. Les Pictes envahissent le royaume et pillent les terres du nord, Vortigern et ses guerriers se déplacent vers l’ennemi pour une terrifiante bataille. L’aide des Saxons est décisive, les Pictes sont défaits et s’enfuient.

### L’alliance matrimoniale
Conformément à sa promesse, le roi donne des terres à Hengist, afin qu’il récompense ses guerriers. Considérant les dangers qui menacent le royaume, le Saxon propose de faire venir d’autres guerriers de Germanie. Le roi accepte et lui accorde le droit de se construire une forteresse, Castrum Corrigiae.
Dix huit navires arrivent de Germanie, pleins de guerriers saxons. Ronwen, la magnifique fille d’Hengist, est du voyage. Le Saxon invite le roi dans sa nouvelle résidence, ce dernier tombe instantanément amoureux de la jeune fille. Il l’épouse la nuit suivante en échange du territoire du Kent. Ce mariage n’est pas du goût des autres seigneurs, ni de ses trois premiers fils, Vortimer, Katigern et Pascent. C’est à cette époque que saint Germain, l’évêque d’Auxerre et saint Loup, évêque de Troyes, viennent dans l’île de Bretagne combattre le Pélagianisme.

### Fin de règne
Hengist demande à Vortigern de faire venir son fils Octa et son cousin Ebissa, afin qu’ils défendent les terres proches de l’Écosse. Ce sont 300 navires qui débarquent dans l’île. L’aide de cette puissante armée saxonne permet au roi de battre ses ennemis. Mais les Bretons demandent à Vortigern de se débarrasser des alliés saxons qui terrifient la population. Face à ses réticences, on lui retire la souveraineté et son fils Vortimer est proclamé roi. Ce dernier attaque les Saxons qui sont magistralement battus à quatre reprises et retournent en Germanie.
Le nouveau roi confisque et redistribue les biens des Saxons à son peuple, mais il est empoisonné par Ronwen, l’ancienne reine. Il est inhumé dans la cité de Trinovantum. Vortigern reprend sa place royale et il apprend qu’Hengist, en Germanie, s’apprête à revenir dans l’ile avec 300 000 soldats. La crainte d’une nouvelle invasion saxonne et la ruse d’Hengist débouche sur la décision d’une réunion à Ambrius. Lors de cette conférence où l’on devait parler de paix, Hengist saisit Vortigern et les Saxons égorgent 460 seigneurs bretons, ils sont enterrés à Kaercaradoc (aujourd’hui Salisbury).
Il s’ensuit une bataille entre les deux camps, dont les Saxons sortent vainqueurs, non sans dommage. Vortigern est retenu comme otage, on lui laisse la vie et on lui accorde la liberté en échange de l’occupation du royaume. De nombreuses villes sont investies et les habitants massacrés. Le roi se réfugie en Cambrie.

## Vortigern dans l'histoire
L'existence de Vortigern, personnage mystérieux, n'est même pas scientifiquement avérée. Sa postérité cambrienne indique peut être une origine galloise (peut être de Viroconium) et vu son rang et son importance, il est soit un chef de clan breton soit un notable britto-romain (Vitalinus serait son vrai nom, bien qu'il puisse s'agir simplement d'une latinisation ou d'un nom de famille).
Marié à Sevira, fille de Magnus Maximus selon le Pilier d'Eliseg, il aurait eu une descendance puissante, régnant sur le royaume de Powys jusqu'au Xe siècle. Sa relation avec Rowena et son titre de roi font partie de la légende.
Malheureusement pour l'historien, une querelle généalogique entre les sources au Moyen âge rend son arbre généalogique plus complexe. À ses trois fils légitimes s'ajoutent des filles et d'autres fils, dont des rois fantômes créés uniquement pour asseoir une certaine légitimité, ou combler un vide généalogique.
Après le départ des Romains de l'île de Bretagne, les chefs de clans se réunirent à Londinium pour gouverner le territoire tout entier. Il est alors fort possible que Vortigern soit un évêque ou un clerc (le conseil de Bretagne était sous l'autorité de l'évêque de Londres) ambitieux, parvenu au titre de président du conseil. De là, il est mentionné dans l'Historia Britonum qu'un certain "Vitalinus" s'opposa à Ambrosius Aurelianus (l'ancien), dont le pouvoir était immense (chef romain, peut être gouverneur): ainsi se déroula la bataille de Guoloph, mentionnée dans l'Adventus Saxonum. Gildas le Sage semble faire allusion à Vortigern dans son De excidio et conquestu Britanniae, lorsqu'il qualifie leur souverain « d’orgueilleux roi »
La fin historique de sa vie n'est que peu connue et les historiens hésitent entre trois hypothèses : il serait mort dans l'incendie de sa tour, exécuté ou en exil.

## Étymologie
Le nom Vortigern est indiscutablement brittonique : composé de Uor-, gwr-, grand, supérieur et tigern, traduit prince, son nom signifie donc « Grand Souverain ». Tigern, tiern en breton, signifie littéralement chef de maison, ti, c'est-à-dire chef de clan. Le terme désigne au Moyen Âge un sénéchal, responsable d'une division territoriale. Le mot tigern n'implique pas nécessairement une origine royale, ni même aristocratique, vu le fait que -tigern fût aussi employé en Irlande pour des noms de communs - cependant on le retrouve dans les noms de deux rois Tigernach Tetbannach Mac Luchta et Tigernmas. L'origine supposée romaine est sans fondement.
Bède le Vénérable au VIIIe siècle le mentionne sous le nom de « Vurtigirnus ». La latinisation de son nom quatre siècles plus tard ne suffit pas à en faire un Romain d'origine, comme pouvait l'être Ambrosius Aurelianus.
Selon Geoffroy de Monmouth dans son Historia regum Britanniae, il serait devenu roi, après avoir assassiné Constant le fils du roi Constantin (Constantin (III) - en réalité coempereur), et se serait allié aux Saxons pour combattre les Pictes venus du nord.
Cette alliance avec des Germains lui a conféré une réputation de traître dans le monde celtique. Il aurait été destitué par son peuple au profit de son fils Vortimer (en gallois Gwerthefyr), et se serait réfugié au Pays de Galles, où, selon la légende, il aurait rencontré Merlin l'Enchanteur. Il aurait ensuite assassiné son fils afin de récupérer le trône.

## Postérité
Selon l'Historia Brittonum de Nennius, la postérité de Vortigern est la suivante :
- Vortimer ;
- Categirn roi de Powys, tué dans un combat contre le Saxon Horsa ;
- Pascent roi de Builth et de Guorthegirnaim.

De plus un quatrième fils serait issu de sa relation incestueuse avec sa fille unique, ce qui est sans doute une propagande des milieux religieux pour le discréditer:
- Faustus élevé par Germain d'Auxerre.

Le pilier d'Eliseg, mentionne par ailleurs « Britu, fils de Vortigern, béni par Germanus et enfanté par Servira, fille du roi Maximus » assimilable à un certain "Brydw", peut-être roi de Powys après la mort prématurée de Cadeyrn Fendigaid.
Un récit irlandais du livre d'Armagh mentionne sa fille présumée Scothnoe et son petit fils Foirtchern, sans fondement vérifiable.

## Interprétations à l'écran

### Cinéma
- 2007 : La Dernière Légion (The Last Legion) de Doug Lefler, interprété par Harry Van Gorkum (en).
- 2008 : Merlin and the War of the Dragons (vidéo) de Mark Atkins, interprété par Hefin Wyn.
- 2015 : Arthur & Merlin de Marco van Belle, interprété par David Sterne
- 2017 : Le Roi Arthur : La Légende d'Excalibur (King Arthur: Legend of the Sword) de Guy Ritchie, interprété par Jude Law

### Télévision
- 1979 : The Boy Merlin (série télévisée) - 4 épisodes, interprété par Neil McCarthy
- 1991 : Merlin of the Crystal Cave (série télévisée) - 3 épisodes, interprété par Jon Finch
- 1998 : Les Nouvelles Aventures de Robin des Bois (The New Adventures of Robin Hood) (série télévisée) - 1 épisode, interprété par Jerry Di Giacomo
- 1998 : Merlin (mini-série), interprété par Rutger Hauer
- 2002 : Young Arthur (téléfilm) de Mikael Salomon, interprété par Stephen Billington
- 2012 : Merlin (mini-série), interprété par Michel Vuillermoz
- 2015 : Once Upon a Time (série télévisée), interprété par Darren Moore